# Henri Duvernois
Henri Duvernois, född 4 mars 1875, död 30 januari 1937, var en fransk författare och journalist.
Duvernois har skrivit en mängd romaner, korta noveller och komedier, i vilka han förenar skarp iakttagelse med spirituell fantasi, fart och skämtsam humor. Bland hans bästa verk märks Crapotte (1908), Fifinoiseau (1912), Edgar (1919), La brebis galeuse (1921) och Morte la bête (1921).